# 가미지마정
가미지마정(일본어: 上島町)은 일본 에히메현 오치군의 정이다. 2004년 10월 1일에 오치군 유게정·이키나촌·이와기촌·우오시마촌이 합병해 탄생하였다. 세토 내해에 떠있는 18개의 섬들로 이루어져 있고 바다 건너 히로시마현 오노미치시와 접하고 있다.

## 지리
세토 내해의 거의 중앙, 에히메와 히로시마 사이에 점재하는 게이요 제도 안에서도 에히메현 측에서 가장 동쪽에 위치하고 있다. 히로시마현 오노미치시 관할인 인노시마섬과 가깝고 가장 가까운 이키나섬의 경우 그 거리는 불과 300m이며 생활권은 인노시마 측에 속하고 있다. 오시마섬의 동쪽에 우오시마섬, 다카이카미섬이 있다.

## 역사
에도 시대에는 마쓰야마번과 이마바리번으로 나뉘어 통치되었다. 동서를 오가는 세토우치 항로의 요충지이며 서쪽 지방 여러 다이묘의 참근교대 경로가 되어 상업과 운송선업으로 많이 활기찼다.
옛날에는 농업·수산업을 주산업으로 했지만 가까운 인노시마섬(히로시마현)을 시작으로 조선업이 활발해지면서 조선소에서 근무하는 사람이 증가하기 시작했다. 히타치 조선의 조선소가 있어 이 지역 조선업의 중심지였던 인노시마섬(현재는 오노미치시의 일부)과의 관계가 밀접해 베드타운의 성격을 가지게 되었다. 그러나 오일 쇼크와 계속되는 일본 조선·해운업의 불황으로 이직자가 잇따랐고 가미지마정을 구성하던 구 자치체는 각자 살길을 모색하게 되었다.